# De strijd der koningen
De strijd der koningen is het tweede deel uit de fantasy-serie Het lied van ijs en vuur van George R.R. Martin. Deze serie gaat over de strijd om de Zeven Koninkrijken. De oorspronkelijke titel van het boek is A Clash of Kings en het werd uitgegeven in 1999.

## Samenvatting van het boek
Sinds de dood van Koning Robert van Huis Baratheon woedt er in de Zeven Koninkrijken een felle opvolgingsstrijd en kent het rijk ineens vijf koningen; Roberts uit incest geboren zoon Joffrey Baratheon, zijn twee broers Stannis Baratheon en Renly Baratheon, Robb Stark die een rebellie van het Noorden en het Rivierenland leidt en Balon Grauwvreugd die zich Koning van Zout en Rots noemt. Tywin van Huis Lannister heeft zijn zoon Tyrion naar Koningslanding gestuurd om de jonge koning Joffrey te dienen als Hand des Konings. De wrede Joffrey heerst als een tiran over zijn hof, en Tyrion moet controle over zijn neefje krijgen om diens troon te redden. Ondertussen treurt koningin Cersei, de regentes en moeder van Joffrey, om haar broer Jaime Lannister, die gevangen zit in Stroomvliet. Tyrion stuurt een gezantschap naar dit kasteel om te onderhandelen over een gevangenenruil, maar zijn sluwe plan faalt; de gezanten weten Ser Jaime niet te bevrijden en worden opgehangen.
In Drakensteen heeft Koning Stannis Baratheon ondertussen zijn vertrouwen geschonken aan de Rode Priesteres Melisandre van Asshai. Hij belegert Stormeinde, het kasteel van zijn broer Renling en eist dat deze hem erkent als zijn vorst. Een overleg tussen de twee broers loopt op niets uit. Dan wordt Renling door middel van de duistere magie van Melisandre gedood. Een deel van diens leger sluit zich aan bij Stannis. Stannis verovert nu Stormeinde en valt daarna Koningslanding aan. De slag ontaardt in een brandende hel dankzij het wildvuur dat de troepen van Tyrion op de schepen van Stannis afvuren in Blackwater Bay. Toch weten de troepen van Stannis de poort te bereiken, waarna Tyrion zelf een uitval leidt. Hij raakt hierbij zwaargewond, maar de slag wordt door de komst van het coalitie-leger van Lannister en Tyrel toch gewonnen. Huis Tyrel zweert trouw aan Koning Joffrey die de strijd der Koningen lijkt te hebben gewonnen.
Ondertussen voeren vele anderen hun eigen strijd. Koning Robb Stark van het Noorden behaalt de ene overwinning na de andere, maar zijn ouderlijke kasteel Winterfel wordt veroverd door Theon Grauwvreugd. Deze verkondigt dat hij Bran en Rickon gedood heeft, maar de twee broers zijn hem ontglipt. Zijn poging om erkenning van zijn vader te krijgen mislukt en Winterfel brandt ten slotte tot de grond toe af. Ondertussen trekt Arya Stark met Yoren van de Nachtwacht naar het Noorden en stuit ze op vele gevaren. Ze belandt in het Lannister-bolwerk Harrenhal, bevrijdt enkele gevangenen, en gaat er vervolgens weer vandoor met haar trouwe vrienden. In het Noorden trekt Jon Sneeuw met de Nachtwacht naar het kamp van Mans Roover en hij krijgt ten slotte de opdracht om zich bij het Vrije Volk te voegen als spion van de Wacht. En in het land van de Zomerzee volgt Daenerys Targaryen, de moeder der draken, het spoor van de draken-komeet, en zoekt hulp voor haar strijd tegen de Zeven Koninkrijken.

## Point of View-personages
Het boek kent verschillende hoofdpersonen die afkomstig zijn uit meerdere verschillende partijen in het conflict. Dit komt de diepgang van het verhaal en van de personen zelf zeer ten goede.
Hoofdpersonen uit De strijd der koningen:
- Proloog: Maester Cressen, de maester van Drakensteen
- Davos Zeewaard, een voormalige smokkelaar, nu in dienst van Stannis Baratheon
- Catelyn Tulling - Stark, Neds vrouw
- Sansa Stark, oudste dochter van Ned en Catelyn
- Arya Stark, jongste dochter van Ned en Catelyn
- Jon Sneeuw, bastaardzoon van Ned
- Bran Stark, tweede zoon van Ned en Catelyn
- Tyrion Lannister, tweede zoon van het hoofd van Huis Lannister
- Daenerys Targaryen, dochter van voormalige Koning Aerys II Targaryen en erfgename van Huis Targaryen
- Theon Grauwvreugd, oudste zoon van Heer Balon Grauwvreugd van de IJzereilanden, en in de tien jaar vóór het boek pupil en gijzelaar van Ned